# Col de la Croix de Fer

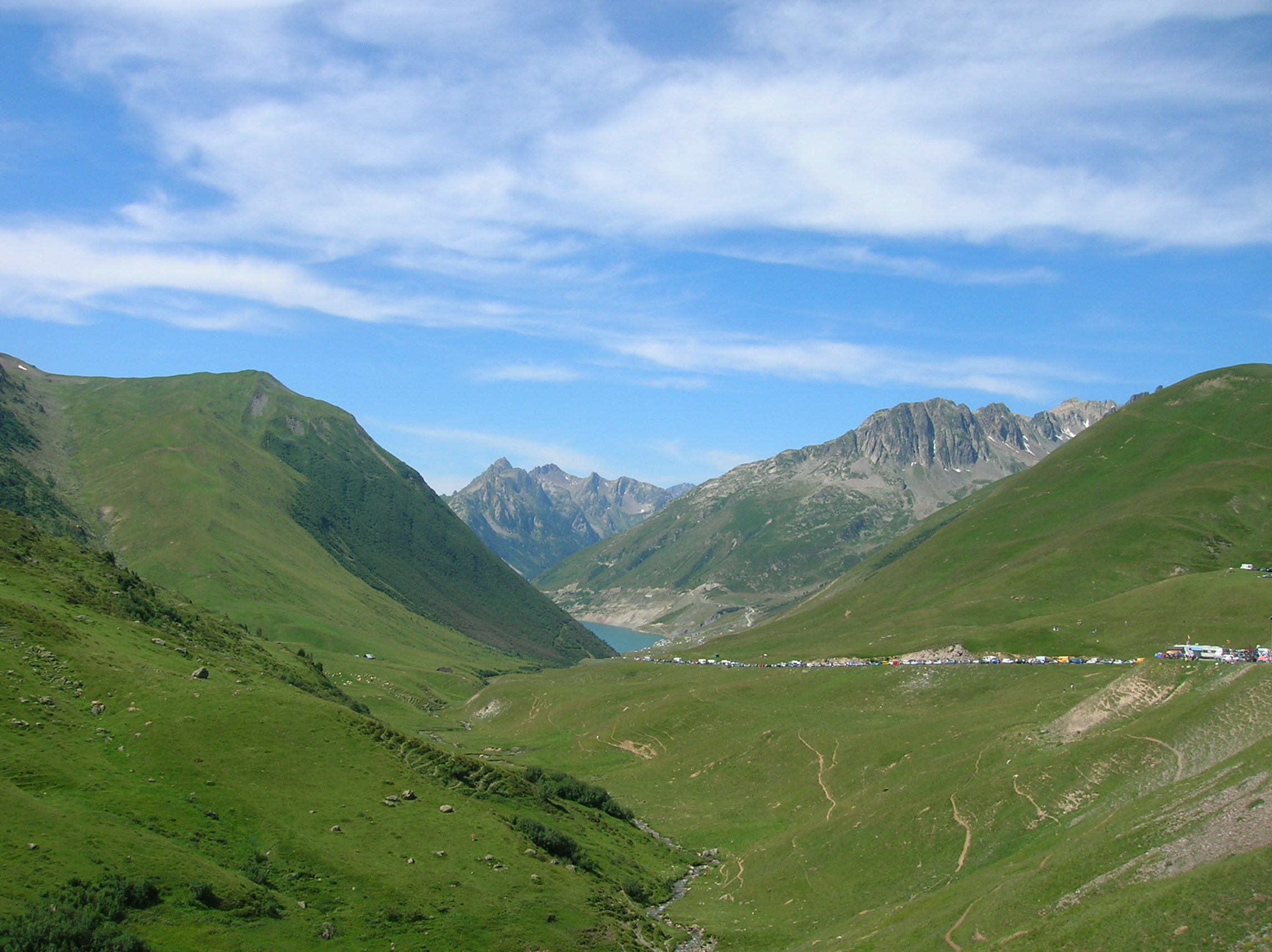

Col de la Croix de Fer (svenska: Järnkorspasset) (2 067 m ö h) är ett högt bergspass i de franska Alperna som förbinder Le Bourg-d'Oisans och Saint-Jean-de-Maurienne.

## Vägarna till bergspasset
Stigningen från nordost från Saint-Jean-de-Maurienne är 29,5 km med en genomsnittlig lutning på 5,5 % med vissa sektioner på 9,5 %, och den från sydväst från Rochetaillée är 31,5 km med en genomsnittlig lutning på 5,75 % med korta sträckor över 11 %. Från Rochetaillée delar sig vägen 2,5 km före toppen, där en väg leder till Col du Glandon. Det finns också en stigning norrifrån med början i La Chambre via Col du Glandon, som är den brantaste vägen med sina  22,7 km och med en genomsnittlig lutning på 7,0 % (detta är rutten som användes för 2012 års Tour de France).

## Tour de France
Bergspasset har varit med i Tour de France tjugo gånger sedan det först passerades i 1947 års tour då loppet leddes över toppen av Fermo Camellini. Den korsades på etapp 11 av loppet 2012, mellan Albertville och La Toussuire-Les Sybelles. I loppet 2015 passerades den två gånger i de två sista bergsetapperna etapp 19 mellan Saint-Jean-de-Maurienne till La Toussuire-Les Sybelles, och från andra sidan i etapp 20 mellan Modane till Alpe d'Huez. Rutten för etapp 20 ändrades i juni 2015 på grund av ett jordskred i april så Col de la Croix de Fer ersatte både Col du Télégraphe och Col du Galibier. 
| År   | Etapp | Kategori | Start                    | Mål                       | Ledare vid toppen         |
| ---- | ----- | -------- | ------------------------ | ------------------------- | ------------------------- |
| 1947 | 8     | 1        | Grenoble                 | Briançon                  | Fermo Camellini (ITA)     |
| 1948 | 14    | 1        | Briançon                 | Aix-les-Bains             | Gino Bartali (ITA)        |
| 1952 | 11    | 1        | Bourg-d'Oisans           | Sestrières                | Fausto Coppi (ITA)        |
| 1956 | 18    | 1        | Turin                    | Grenoble                  | René Marigil (ESP)        |
| 1961 | 10    | 1        | Grenoble                 | Turin                     | Guy Ignolin (FRA)         |
| 1963 | 16    | 1        | Grenoble                 | Val-d'Isère               | Federico Bahamontes (ESP) |
| 1966 | 16    | 1        | Bourg-d'Oisans           | Briançon                  | Joaquim Galera (ESP)      |
| 1986 | 18    | 1        | Briançon–Serre Chevalier | Alpe d'Huez               | Bernard Hinault (FRA)     |
| 1989 | 17    | HC       | Briançon                 | Alpe d'Huez               | Gert-Jan Theunisse (NED)  |
| 1992 | 14    | HC       | Sestrières               | Alpe d'Huez               | Eric Boyer (FRA)          |
| 1995 | 10    | HC       | Aime–La Plagne           | Alpe d'Huez               | Richard Virenque (FRA)    |
| 1998 | 15    | HC       | Grenoble                 | Les Deux Alpes            | Rodolfo Massi (ITA)       |
| 1999 | 10    | HC       | Sestrières               | Alpe d'Huez               | Stéphane Heulot (FRA)     |
| 2006 | 16    | HC       | Le Bourg-d'Oisans        | La Toussuire              | Michael Rasmussen (DEN)   |
| 2008 | 17    | HC       | Embrun                   | Alpe d'Huez               | Peter Velits (SVK)        |
| 2012 | 11    | HC       | Albertville              | La Toussuire-Les Sybelles | Fredrik Kessiakoff (SWE)  |
| 2015 | 19    | HC       | Saint-Jean-de-Maurienne  | La Toussuire-Les Sybelles | Pierre Rolland (FRA)      |
| 2015 | 20    | HC       | Modane                   | Alpe d'Huez               | Alexandre Geniez (FRA)    |
| 2017 | 17    | HC       | La Mure                  | Serre Chevalier           | Thomas De Gendt (BEL)     |
| 2018 |       | HC       |                          |                           | Steven Kruijswijk         |
| 2022 | 13    | HC       |                          | Alpe d'Huez               | Giulio Ciccione           |